# Lobmingberg
Lobmingberg ist eine Streusiedlung am Köflach-Voitsberger Becken in der Steiermark wie auch Katastralgemeinde der Stadtgemeinde Voitsberg im Bezirk Voitsberg. Sie war von 1850 bis 1967 eine eigenständige politische Gemeinde.

## Ortsname und  Geografie
Der Name Lobmingberg leitet sich vermutlich von einem slawischen Flurnamen, wie möglicherweise dem altslawischen lomi für Windwurf oder Steinbruch oder dem slawischen lom für einen (Gelände)Abbruch ab. Der Namensteil "berg" bezieht sich auf die bergige Landschaft des Ortes. Bei dem Ort selbst handelt es sich um ein bergiges, hochmittelalterliches Rodungsgebiet mit Einzelhöfen und Einödfluren.

## Geologie
Sowohl der Lobmingberg als auch der nahe Muggauberg bestehen aus dem sogenannten Eckwirtschotter. Dabei handelt es sich um etwa 13 bis 16,5 Millionen Jahre alte, sandig-schotterige Ablagerungen aus dem Jungtertiär. Wo es feinsandige Sedimentschichten gibt, wie sie beispielsweise im sogenannten Bürgerwald vorkommen, treten bis zu fünf Meter mächtige Tuffablagerungen auf. Diese entstanden aus etwa 16 Millionen Jahre alter Vulkanasche, welche aus dem Raum Bad Gleichenberg stammt und durch den Wind hierher verweht wurde. Der örtliche Tuff wird Glastuff genannt und die Lagerstätte im Bürgerwaldes soll einen Inhalt von rund 630.000 m³ Tuff haben.

## Geschichte
Ein Grabhügel aus der Römerzeit lässt auf eine Besiedelung zu jener Zeit schließen. Erstmals urkundlich wird die Ortschaft im Jahr 1495 als Lobmyngperg pei Voitsperg erwähnt. Weitere Erwähnungen stammen aus den Jahren 1584 als Lobminger Perg und 1587 als am Lobmingberg. Seit dem 15. Jahrhundert bis in das 19. Jahrhundert gab es in der Gemeinde Weingärten. Bis 1848 hatten die Grundherrschaften Krems und Lankowitz in Lobmingberg Zehentrechte, die Besitzrechte an den Weinbergen lagen bei der Herrschaft Obervoitsberg und die Kirchengült aus den Erträgen der Weinberge ging an die Margarethenkirche und das Karmeliterkloster in Voitsberg. Ab 1770 gehörte Lobmingberg zum Werbbezirk des Schlosses Greißenegg.
Im Jahr 1850 erfolgte die Konstituierung als „freie Ortsgemeinde Lobmingberg“. Diese hatte bis zur Eingemeindung in die Stadtgemeinde Voitsberg am 1. Jänner 1968 Bestand.

| - Anton Uhl (1869 und 1875) - Peter Suppan (1884–1892) - Johann Pfennig (1893–1895) - Michael Damm (1896–1898) - Johannes Stölzle (1898–1906) - Johann Friedrich (1906–1918) - Veit (Vitus) Töscher (1919–1923) - Johann Manegger (1924–1932) - Veit (Vitus) Töscher (1933–1937) - Felix Jocham (November 1945–1948) - Franz Katzler (1949 – 31. Dezember 1967) |

Carl Schmutz bezeichnete 1823 Lobmingberg als eine Weingebirgsgegend. Zur selben Zeit gehörte ein im Gemeindegebiet gelegenes, größeres Waldstück, der sogenannte Bürgerwald den Bürgern von Voitsberg. Ab 1868 gehörte Lobmingberg zum Sanitätsrayon Voitsberg und die medizinische Versorgung erfolgte von Voitsberg aus. Bei der 1902 erfolgten Gründung des Vorschusskassenvereins Tregist beteiligten sich auch Bewohner von Lobmingberg. Eine im Jahr 1919 geplante Zusammenlegung mit der Gemeinde Lobming wurde abgelehnt. Um 1920 bis nach dem Zweiten Weltkrieg wurden an Ausbissen im Buchbachgraben bei der Huber-Lehmgrube und einem Bauernhof der örtliche Glastuff abgebaut und an verschiedene Farbfabriken als Farbstoffträger verkauft.
Am 26. Juni 1944 warfen Flugzeuge der Alliierten Flugblätter über der Gemeinde ab. Der Ortsgruppenleiter der NSDAP organisierte mit der Landwacht eine Suchaktion bei der im Gemeindegebiet insgesamt 96 Flugblätter eingesammelt wurden. Am 8. Jänner und am 9. März 1945 kam es zu Bombenabwürfen der Alliierten, wobei ein Gebäude leicht beschädigt wurde.
Am 1. Jänner 1968 wurde Lobmingberg in die Stadtgemeinde Voitsberg eingemeindet.

## Bauwerke
Zu den sehenswertesten Bauwerken in Lobmingberg gehört die um 1900 von drei Schwestern erbaute und mit Turm und Glocke versehene Kapelle St. Maria im Walde. Außerdem gibt es das im 19. Jahrhundert als Pfeilerbildstock errichtete Fuchsenkreuz und das 1960 aufgestellte Schmidtbauerkreuz.